# Dům Rosenbaum na Peruci
Dům Rosenbaum v Peruci (dříve německy Perutz) se nachází u Boženiny studánky v městysi Peruc v okrese Louny. Před domem perucké židovské rodiny Rosenbaum jsou umístěny 3 památné kameny zmizelých připomínající odkaz zavražděných peruckých občanů během holocaustu: Heleny, Pavla a Ivo Rosenbauma. Ke slavnostnímu položení kamenů došlo 7. června 2015.

## Historie rodiny
Přeživší Kamila Rosenbaumová byla členkou Osvobozeného divadla a choreografkou dětské opery Brundibár. Z Peruce celá rodina Rosenbaumových odjela 19. 2. 1942 vlakem do Kladna, kde byli ubytováni v místní sokolovně. Tři dny zde leželi na zemi a dostali transportní čísla.44. Odtud byli deportovaní do Terezína transportem Y 22. února 1942, čísla 85,86,87,88. Kamila byla vychovatelkou v koncentračním táboře Terezín v dívčím domě (Mädchenheimu) L 410. Vedla zde také taneční skupinu, ve které bylo asi 30 žen a jeden muž, Boby Kunz a vyučovala tanci. Při vytváření dětských představení a kabaretů (Brundibár, Broučci) Kamila Rosenbaumová spolupracovala s řadou výtvarníků a umělců a především s Friedl Dicker Brandeis. Se synem Ivem a dcerou Evou byla Kamila Rosenbaumová deportována do Osvětimi transportem Et 23.10. 1944. Vzhledem k nízkému věku zemřeli Ivo i Eva patrně nedlouho po příjezdu do Osvětimi v plynové komoře. Ivovi bylo 10 let a Evě 13 let. Následně byla Kamila Rosenbaumová vybrána, spolu s 200 mladými ženami, do Oederanu, pobočného tábora Flossenbürgu. Po válce se vrátila do Peruce a následně se přestěhovala do Prahy.

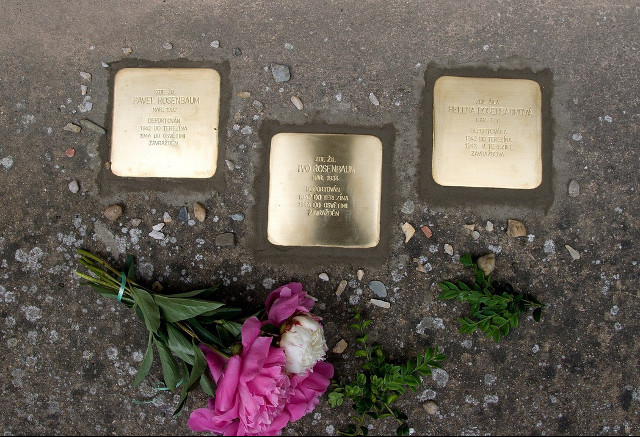
Kameny zmizelých před domem židovské rodiny Rosenbaum u Boženiny studánky na Peruci

Kamila se po válce vrátila k tančení. Změnila si jméno na umělecké Ronová. Poté, co se na jaře roku 1945 zapojila do divadelního tábora, byla jí nabídnuta práce choreografky v novém „Divadle mladých pionýrů“ (po roce 1953 – Divadlo Jiřího Wolkera). Podílela se zde na představení „Jak květinky přezimovaly“ (1946). V roce 1954 Kamila opustila divadlo a začala pracovat v kanceláři. Od podzimu roku 1955 vyučovala gymnastiku a tanec v místní škole v Karlíně. Její úsilí se školáky vyvrcholilo několika veřejnými představeními. Jedním z nich byli provedeni Karafiátovi „Broučci“ a později „Z národů ač jsme různých“. Během roku 1960 Kamila pracovala v Osvětové besedě. Pomáhala organizovat a dohlížet na mládežnické taneční hodiny. Později pracovala na částečný úvazek jako turistická průvodkyně. Zemřela 26. července 1988 v Praze na rakovinu v 80 letech.
Před domem židovské rodiny Rosenbaum se nachází 3. kameny zmizelých věnované zavražděným v rámci holocaustu: Ivo Rosenbaum 15.X.1934 - 23.X.1944, Pavel Rosenbaum 27.VIII.1902 - 28.IX.1944, Helena Rosenbaum 23.X.1875 - 09.V.1943. Jména zesnulých jsou uvedena na památníku obětem holocaustu z Peruce IN Memoriam, který se nachází na Židovském hřbitovu u Hřivčic

## Současnost
O obnovu bývalého židovského hřbitova usiluje Spolek na obnovu židovských památek ve spolupráci s občanem Izraele. Plánuje se zde vybudování interaktivního centra pro turisty, které bude mít za cíl připomínat nejen oběti holocaustu, ale i pomoc Československa při vzniku státu Izrael.

## Galerie

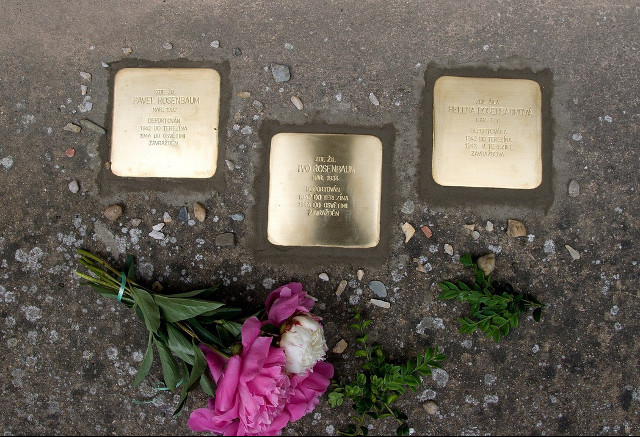
Kameny znizelých
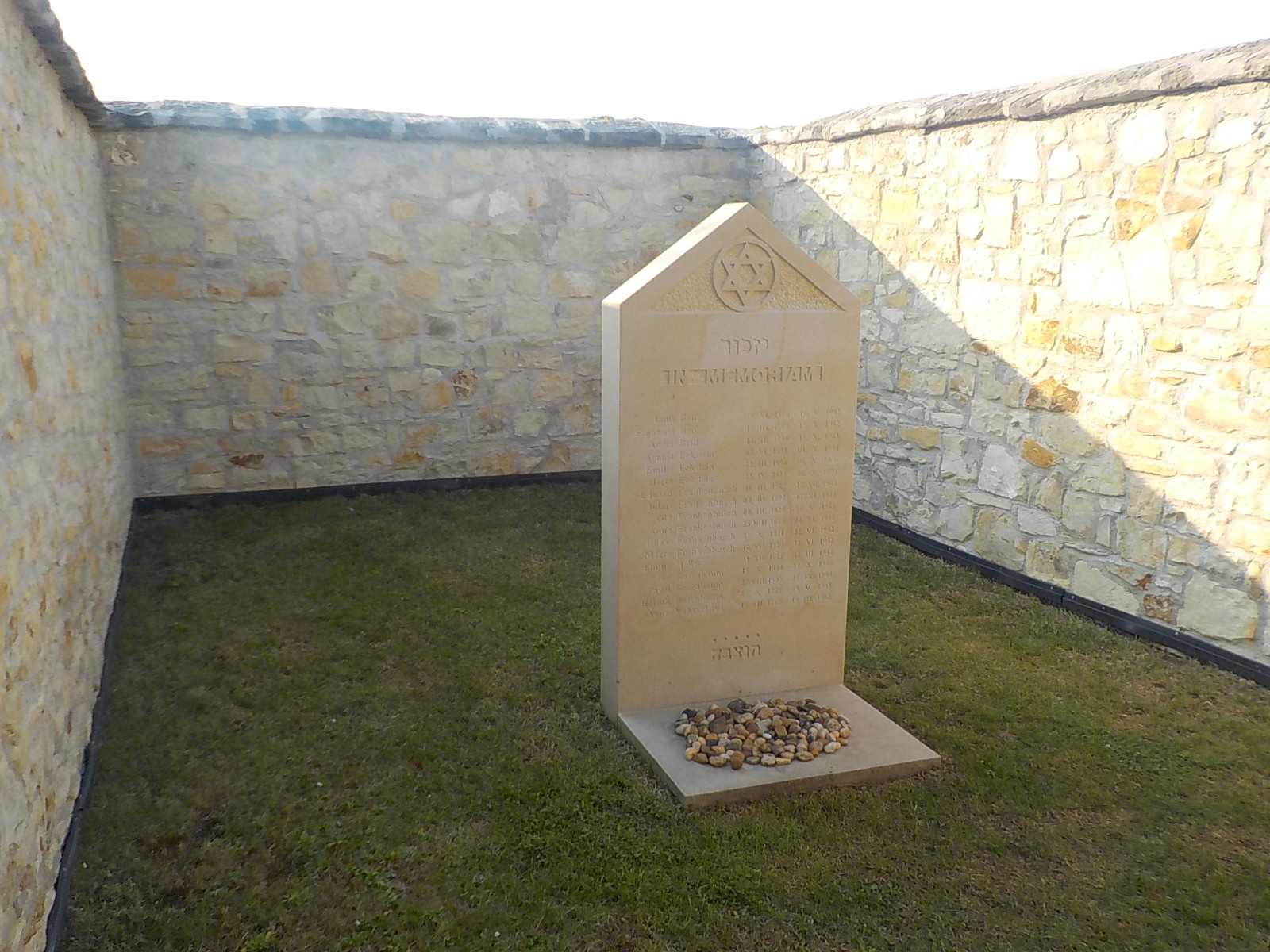
Památník oběhem holocaustu z Peruce IN MEMORIAM
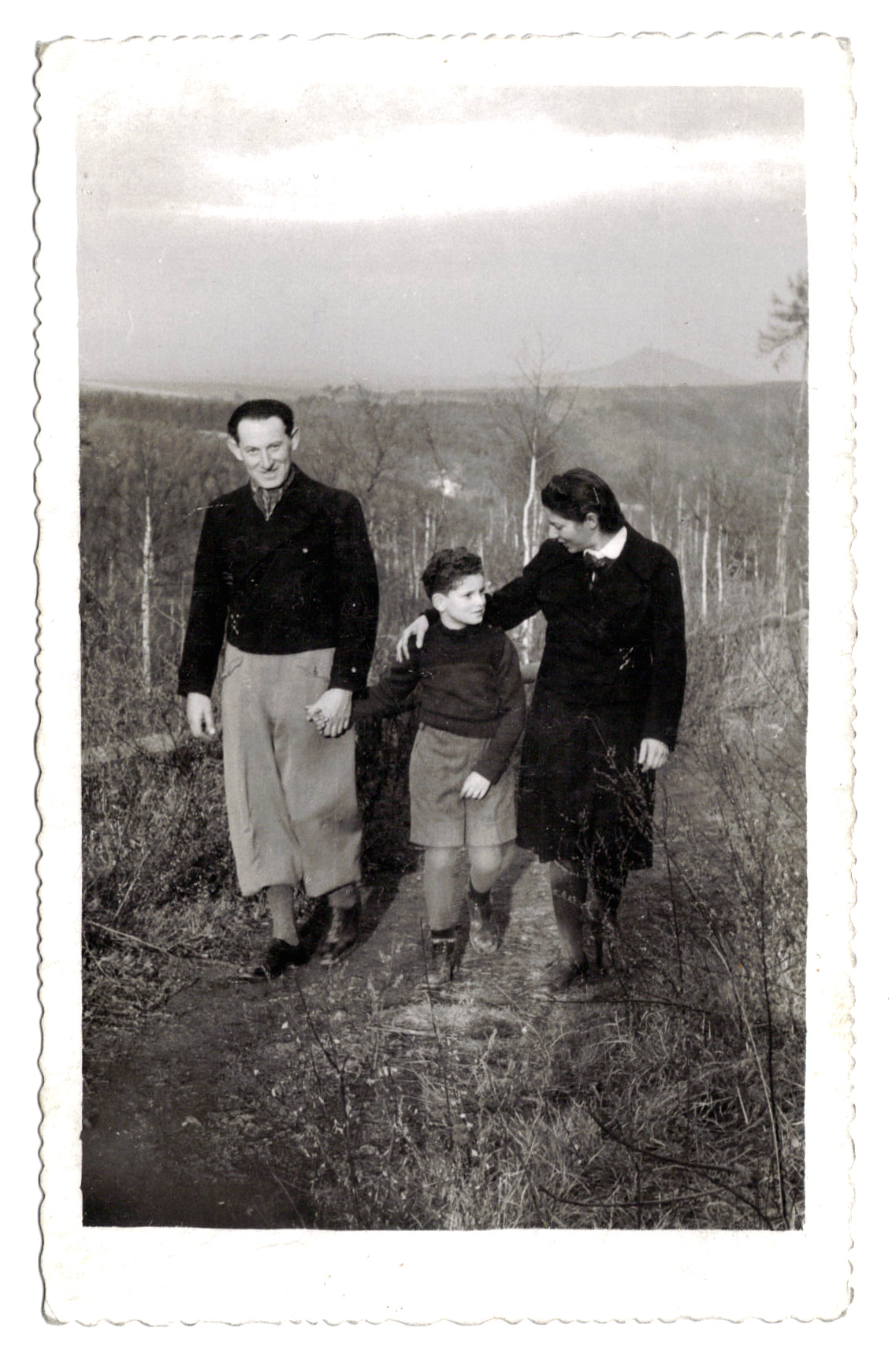
Rosenbaumovi v lese na Peruci
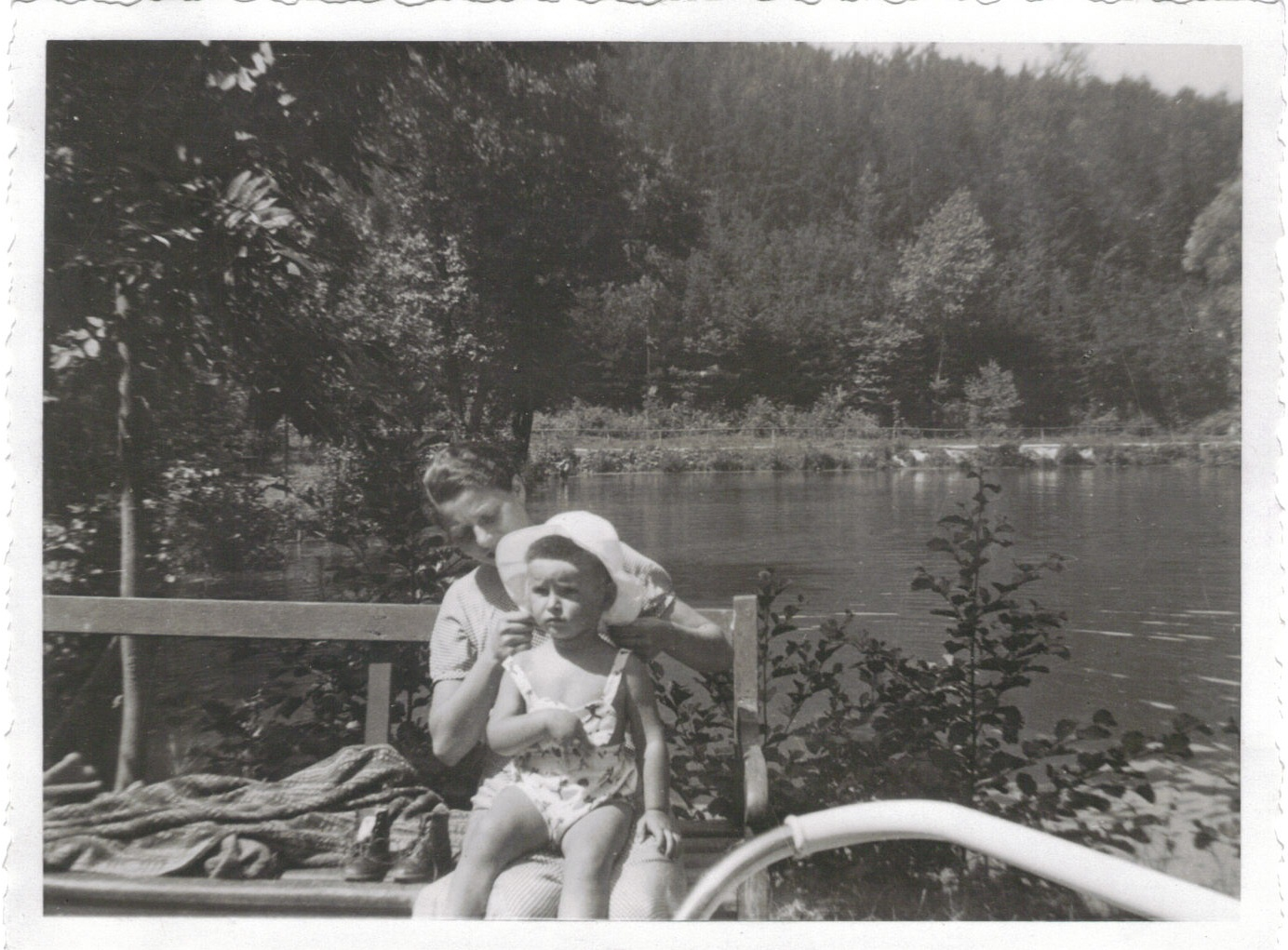
Ivo Rosenbaum u rybníka na Peruci
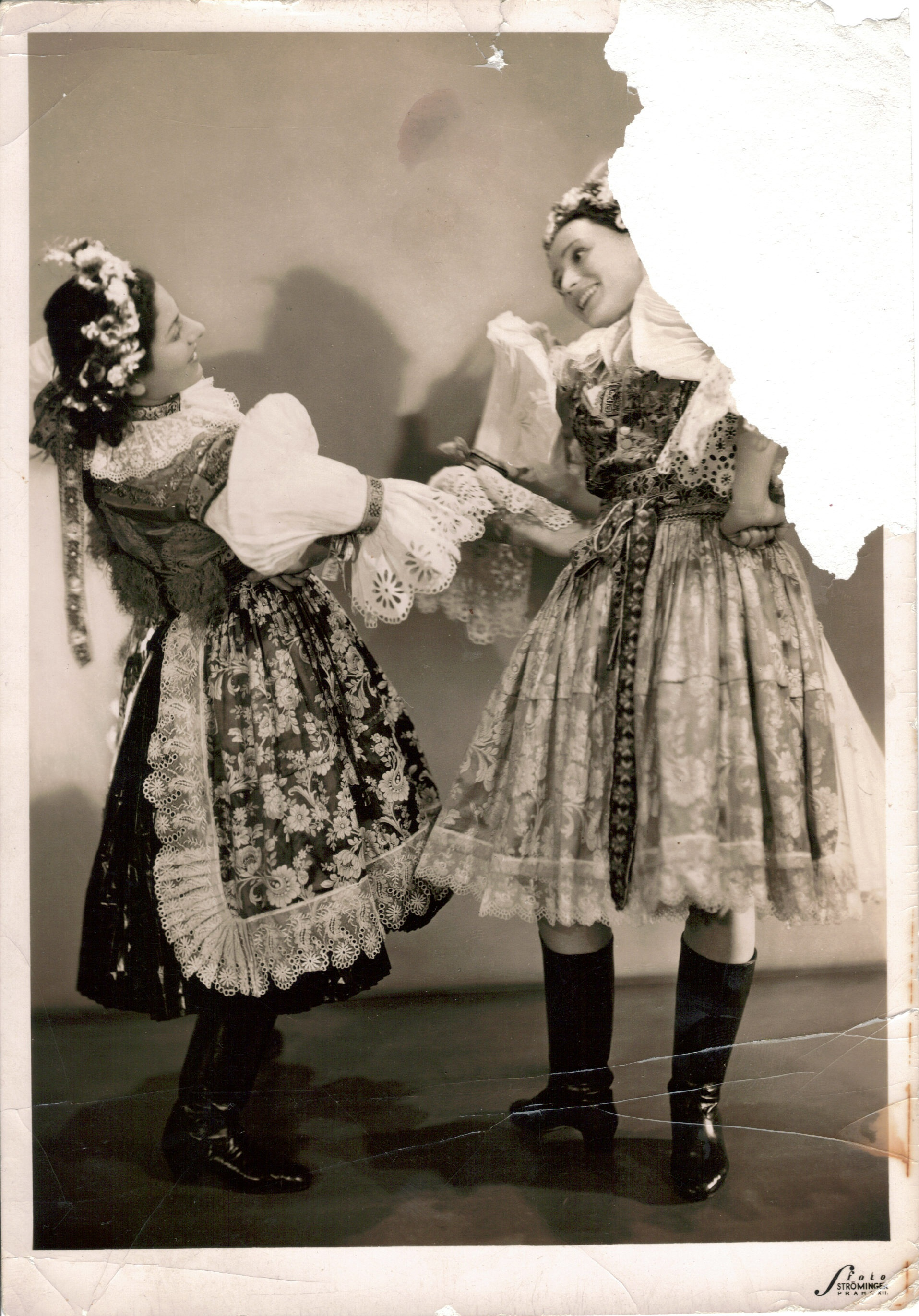
Rosenbaumová tanečnice Osvobozeného divadla
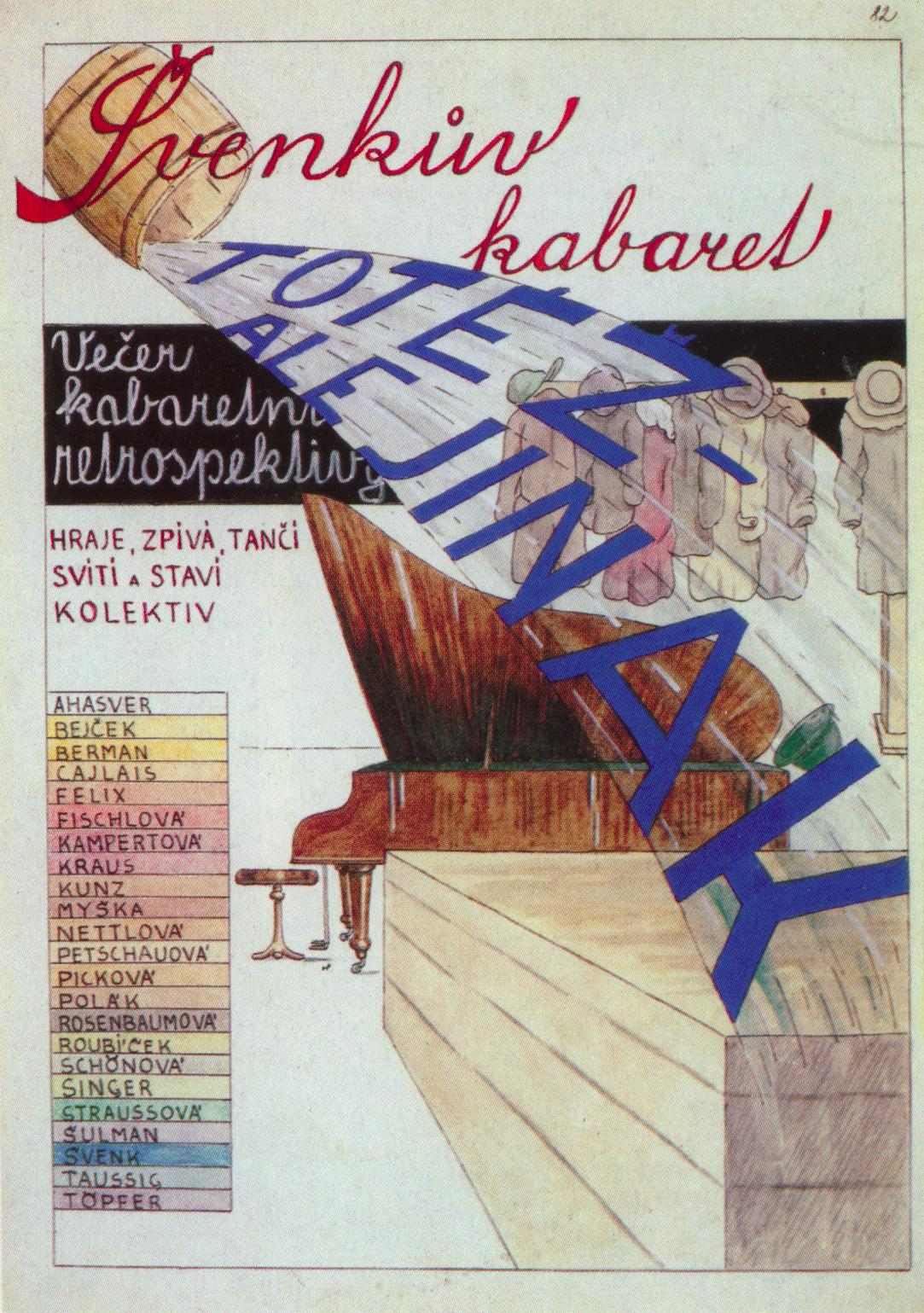
Kamila Rosenbaumová Švenkův kabaret
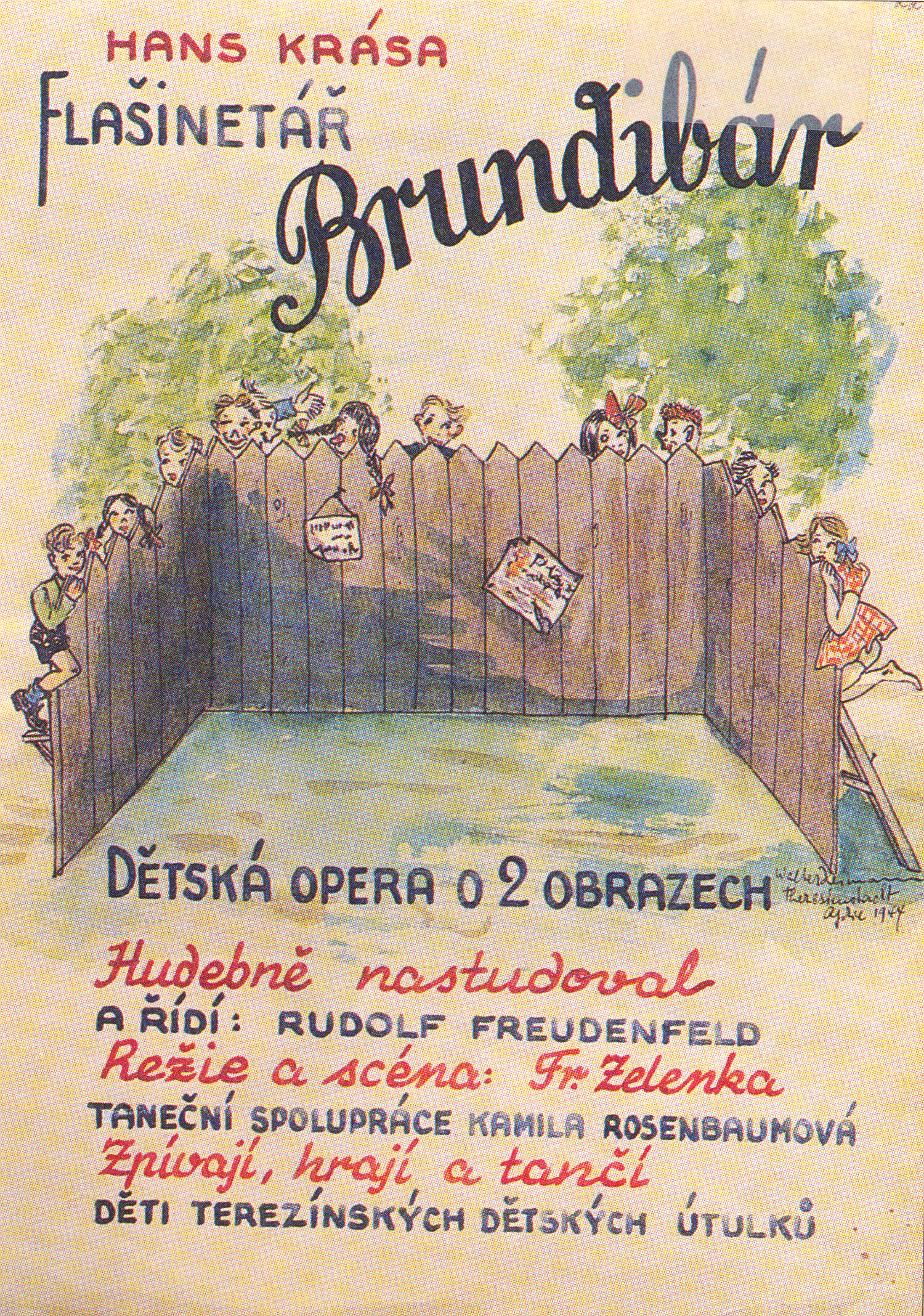
Plakát na dětskou operu Brundibár, Terezín